# Paolo Conte (album 1974)
Paolo Conte è il primo album dell'omonimo cantautore (ci saranno altri album con questo titolo).

## Descrizione
Dopo i numerosi successi precedentemente ottenuti come autore, Paolo Conte debutta come interprete con questo album, grazie agli incoraggiamenti del produttore Italo Greco.
Tutti i testi e le musiche sono di Paolo Conte, tranne Una giornata al mare, scritta da Conte in collaborazione con il fratello Giorgio per la musica; si tratta dell'unica canzone già nota della scaletta dell'album, in quanto incisa tre anni prima dall'Equipe 84. Tuttavia il brano risulta qui firmato dal solo Paolo Conte. Quasi contemporaneamente esce, invece, la versione del brano Onda su onda di Bruno Lauzi, che porterà al successo il brano dell'ancora sconosciuto Conte, oltre a incidere in quegli anni, talvolta per primo, diverse altre sue canzoni, come, per esempio, Genova per noi.
L'illustrazione in copertina è la riproduzione di un quadro del cantautore, autoritratto mentre, seduto, è provocatoriamente abbracciato da una donna seminascosta nell'ombra (le si notano soprattutto i collant e i tacchi a spillo).
Il disco è stato registrato negli studi Format di Torino, di proprietà del maestro Happy Ruggiero, noto direttore d'orchestra e musicista torinese (già arrangiatore per la casa discografica DKF Folklore e collaboratore di Silvana Aliotta). I tecnici del suono sono Danilo Pennone e Giancarlo Fracasso.
Pennone è il chitarrista di uno dei più noti gruppi beat torinesi, I Ragazzi del Sole.
L'album al momento dell'uscita non ebbe un riscontro commerciale: tuttavia molte delle canzoni contenute diventarono tra le più note dell'avvocato astigiano e vennero reincise da altri interpreti.
Nel 1987 l'album è stato ristampato in CD dalla RCA

### Saga del Mocambo
Sono qui con te sempre più solo è il primo episodio di quella che a posteriori sarà battezzata "saga del Mocambo"; canzoni scritte e incise in momenti diversi (le altre saranno La ricostruzione del Mocambo, Gli impermeabili e, diversi anni dopo, La nostalgia del Mocambo) in cui Conte narra in prima persona le vicende del gestore di un bar di provincia (il "Mocambo", appunto) e le sue avventure-disavventure coniugali che si intersecano con il suo fallimento commerciale.
Da segnalare la partecipazione, in Sono qui con te sempre più solo e poi nella Ricostruzione, del celebre Duo Fasano: le due sorelle torinesi cantano i cori di entrambi i pezzi.

## Tracce
Lato A
1. Questa sporca vita - 3:15
2. Sono qui con te sempre più solo - 3:29
3. Wanda, stai seria con la faccia... - 3:13
4. Sindacato miliardari - 3:45
5. La fisarmonica di Stradella - 3:18
6. Tua cugina Prima (Tutti a Venezia) - 2:37

Lato B
1. La ragazza fisarmonica - 4:21
2. Onda su onda - 4:31
3. Lo scapolo - 4:16
4. Una giornata al mare - 3:37
5. La giarrettiera rosa - 2:52

## Musicisti
Nel retro di copertina dell'album i musicisti sono suddivisi canzone per canzone; per motivi di comodità qui sono stati riportati tutti insieme:
- Paolo Conte: voce, pianoforte, vibrafono in Sindacato miliardari e Onda su onda, percussioni in Questa sporca vita, Wanda, Onda su onda e La giarrettiera rosa
- Pino Ruga: chitarra
- Giorgio Conte: chitarra in Una giornata al mare
- Danilo Pennone: contrabbasso
- Happy Ruggiero: maracas in Onda su onda
- Pippo Colucci: violino in Questa sporca vita e La giarrettiera rosa, tromba in Sindacato miliardari
- Riccardo Pellegrino: violino in Wanda e Onda su onda
- Nando Francia: fisarmonica in Questa sporca vita e La fisarmonica di Stradella
- Gianni Vallero: fisarmonica in Tua cugina Prima (Tutti a Venezia) e Onda su onda
- Romano Arborino: fisarmonica in 'Una giornata al mare, bombardino in La giarrettiera rosa
- Silvano Morra: sassofono contralto in Questa sporca vita e La giarrettiera rosa
- Tonino Boccafogli: sassofono contralto in Tua cugina Prima (Tutti a Venezia)
- Duo Fasano: cori in Sono qui con te sempre più solo

## Cover
- Questa sporca vita: Sylvie Vartan (45 giri, 1975); Schola Cantorum (album Coromagia vol. 2, 1976); Enzo Jannacci (album Ci vuole orecchio, 1980).
- Wanda: Bruno Lauzi (album Persone, 1977, con il titolo esteso in Wanda, stai seria con la faccia ma però...).
- La fisarmonica di Stradella: Nada (album Nada, 1977).
- Onda su onda: Bruno Lauzi (album Lauzi oggi, 1974).
- Una giornata al mare: Bruno Lauzi (album La musica del mondo, 1988); Milva (album Uomini addosso, 1993); Daniele Silvestri (album Monetine, 2008).
- Questa sporca vita: Giovanni Succi (album Lampi Per Macachi, 2014, Wallace Records).
- La fisarmonica di Stradella: Giovanni Succi (album Lampi Per Macachi, 2014, Wallace Records).